# Sami Whitcomb
Samantha Allison Whitcomb, detta Sami (Ventura, 20 luglio 1988), è una cestista statunitense naturalizzata australiana, professionista nella WNBA.

## Carriera
Con l'Australia ha disputato due edizioni dei Campionati mondiali (2018, 2022) e i Campionati asiatici del 2021.

## Palmarès
- Campionato WNBA: 2

Seattle Storm: 2018, 2020